# Саль-сюр-л’Эр
Саль-сюр-л’Эр (фр. Salles-sur-l'Hers) — коммуна во Франции, находится в регионе Лангедок — Руссильон. Департамент коммуны — Од. Административный центр кантона Саль-сюр-л’Эр. Округ коммуны — Каркасон.
Код INSEE коммуны — 11371.

## Население
Население коммуны на 2008 год составляло 576 человек.
| 1962 | 1968 | 1975 | 1982 | 1990 | 1999 | 2008 |
| ---- | ---- | ---- | ---- | ---- | ---- | ---- |
| 498  | 538  | 528  | 528  | 476  | 540  | 576  |

## Экономика
В 2007 году среди 330 человек в трудоспособном возрасте (15—64 лет) 254 были экономически активными, 76 — неактивными (показатель активности — 77,0 %, в 1999 году было 62,3 %). Из 254 активных работали 236 человек (134 мужчины и 102 женщины), безработных было 18 (5 мужчин и 13 женщин). Среди 76 неактивных 18 человек были учениками или студентами, 27 — пенсионерами, 31 были неактивными по другим причинам.

## Достопримечательности
- Донжон Саль-сюр-л’Эр, включён в список исторических памятников в 2003 году[2]
- Церковь св. Матфея, включена в список исторических памятников в 1926 году[3]